# .scot

.scot est un domaine de premier niveau générique pour les sites en rapport avec l'Écosse ou la culture écossaise, y compris la langue gaélique écossaise et la langue scots.

## Historique
Le 27 janvier 2014, Dot Scot a annoncé qu'elle avait obtenu la gestion du domaine .scot et qu'elle planifiait livrer des domaines de second niveau au cours dès l'été de 2014.
Le 15 juillet 2014, le domaine .scot a été officiellement lancé. Le premier site web du domaine à aller en ligne le 15 juillet a été calico.scot, un fournisseur d'accès à Internet qui est aussi un bureau d'enregistrement pour le domaine .scot.
Le 12 septembre 2014, une version alpha du site web du gouvernement écossais était disponible à l'adresse mygov.scot. Le 17 février 2015, le gouvernement écossais a migré son site de l'adresse scotland.gov.uk à l'adresse gov.scot.